# Castor et Pollux
Castor et Pollux (Castore e Polluce) è un'opera di Jean-Philippe Rameau, eseguita per la prima volta il 24 ottobre 1737 dall'Académie royale de musique nel suo teatro al Palais-Royal di Parigi. Il librettista era Pierre-Joseph-Justin Bernard, al quale fece guadagnare la reputazione di poeta da salotto. Questa fu la terza opera di Rameau e la sua seconda in forma di tragédie en musique (se si tiene conto del Sansone perduto). Rameau fece tagli sostanziali, modifiche e aggiunse nuovo materiale all'opera per la sua ripresa nel 1754. Gli esperti non sono ancora d'accordo su quale delle due versioni sia superiore. In ogni caso Castor et Pollux è sempre stata considerata una delle opere più belle di Rameau.

## Storia della composizione
Charles Dill propone che Rameau avesse composto l'opera del 1737 subito dopo aver lavorato con Voltaire all'opera Samson che non fu mai completata, dopodiché compose Castor et Pollux implementando l'estetica di Voltaire. Ad esempio, Voltaire aveva cercato la presentazione di quadri statici che esprimessero emozione, come nel primo atto della versione del 1737 che inizia sulla scena della tomba di Castore con un coro di spartani che canta "Que tout gemisse", seguito da un recitativo tra Telaire e Phoebe in cui la prima è in lutto per la perdita del suo amante Castor, e culmina nell'aria di lamento di Telaire "Tristes apprets". Dill osserva che, al contrario, la versione del 1754 inizia con molto più retroscena dietro la storia dell'amore di Telaire per Castor e descrive la sua morte alla fine. Gli eventi nell'Atto I della versione del 1737 compaiono nell'Atto II della versione del 1754. Dill afferma che Voltaire era più interessato alla musica che all'azione dell'opera. Inoltre Dill nota una differenza nelle trame tra le due versioni. Nella versione del 1737, la preoccupazione principale è per il dilemma morale tra amore e dovere che Polluce deve affrontare: dovrebbe perseguire il suo amore per Telaira o salvare suo fratello? Ovviamente sceglie quest'ultimo. Nella versione del 1754 Dill osserva che quella trama è più interessata alle prove che Polluce deve affrontare: deve uccidere Lynceus, persuadere Giove a non opporsi al suo viaggio negli Inferi e convincere Castor a non accettare il dono dell'immortalità. 
Mentre alcuni studiosi (come Cuthbert Girdlestone, Paul-Marie Masson e Graham Sadler) hanno ipotizzato che la versione del 1754 fosse superiore, Dill sostiene che Rameau abbia apportato le modifiche del 1754 in un momento diverso della sua carriera. Nel 1737 stava provando i limiti della tragédie lyrique; dove nel 1754 aveva lavorato di più con generi orientati al balletto in cui includeva composizioni musicali sorprendenti che deliziavano il pubblico. Pertanto Dill propone che potrebbero esserci state alcune preoccupazioni commerciali dietro il cambiamento estetico nel 1754, poiché la versione rivista si conformava maggiormente all'estetica tradizionale lulliana. Commenta che mentre molti vedono la revisione come più innovativa, in realtà era la versione del 1737 quella più audace.

## Storia dell'esecuzione ed accoglienza
Castor et Pollux apparve nel 1737 mentre infuriava ancora la controversia scatenata dalla prima opera di Rameau Hippolyte et Aricie. I critici conservatori ritenevano insuperabili le opere del "padre dell'opera francese", Jean-Baptiste Lully. Videro le innovazioni musicali radicali di Rameau come un attacco a tutto ciò che avevano a cuore e scoppiò una guerra di parole tra questi Lullisti ed i sostenitori del nuovo compositore, i cosiddetti Rameauneurs (o Ramistes). Questa controversia assicurò che la prima di Castor sarebbe stata un evento degno di nota.
Rameau non aveva alterato la struttura drammatica del genere tragédie lyrique di Lully: mantenne lo stesso formato in cinque atti con gli stessi tipi di numeri musicali (ouverture, recitativo, aria, coro e suite da ballo). Aveva semplicemente ampliato le risorse musicali a disposizione dei compositori d'opera francesi. Mentre alcuni accolsero con favore il nuovo idioma di Rameau, gli ascoltatori più conservatori lo trovarono poco attraente. Da un lato, il sostenitore di Rameau Diderot (che in seguito rivolse la sua fedeltà altrove) osservò: "Il vecchio Lulli è semplice, naturale, a volte anche troppo, e questo è un difetto. Il giovane Rameau è singolare, brillante, complesso, anche colto, troppo a volte; ma questo è forse un difetto degli ascoltatori". D'altra parte la lamentela dei Lullisti era che l'idioma musicale di Rameau era molto più espressiva di quella di Lully e arrivò al punto di chiamarlo disgustosamente "italianizzato" (per lo standard francese). Ad esempio, dove Lully conteneva l'espressione musicale, lo stile recitativo di Rameau includeva salti melodici molto più ampi in contrasto con lo stile più declamatorio di Lully. Questo può essere sentito chiaramente, ad esempio, nel recitativo di apertura tra Phoebe e Cleone (la serva di Phoebe) nell'atto I, scena 1 della versione rivista del 1754. Inoltre aggiunse un vocabolario armonico più ricco che includeva gli accordi di nona. Lo stile vocale più esigente di Rameau portò all'osservazione (che si pensa sia stata fatta dallo stesso Rameau) che mentre le opere di Lully richiedevano attori, le sue volevano dei cantanti. Nel tempo questi cambiamenti divennero sempre più accettabili per il pubblico francese.
Come si è scoperto, l'opera fu un successo. Ebbe venti rappresentazioni alla fine del 1737, ma non riapparve fino a quando la versione sostanzialmente rivista non fece il suo esordio sul palco nel 1754. Questa volta ci furono trenta spettacoli e dieci nel 1755. Graham Sadler scrive che "Era... Castor et Pollux che era considerato come il coronamento di Rameau, almeno dal momento della sua prima rinascita (1754) in poi."
Seguirono revival nel 1764, 1765, 1772, 1773, 1778, 1779 e 1780. Il gusto per le opere di Rameau non sopravvisse a lungo alla Rivoluzione francese, ma estratti di Castor et Pollux venivano ancora eseguiti a Parigi nel 1792. Durante il XIX secolo l'opera non apparve sulla scena francese, sebbene la sua fama sopravvisse all'oscurità generale in cui erano sprofondate le opere di Rameau; Hector Berlioz ha citato con ammirazione l'aria Tristes apprêts.
La prima ripresa moderna avvenne alla Schola Cantorum di Parigi nel 1903. Tra il pubblico c'era Claude Debussy.

## Ruoli
| Ruolo   | Registro vocale | Cast della prima, 24 ottobre 1737 (Direttore: - ) |
| ------- | --------------- | ------------------------------------------------- |
| Castor  | haute-contre    | Monsieur Tribou                                   |
| Pollux  | basso           | Claude Chassé                                     |
| Télaïre | soprano         | Mlle Pélissier                                    |
| Phébé   | soprano         | Marie Antier                                      |
| Jupiter | basso           | Monsieur Dun                                      |
| Vénus   | soprano         | Mlle Rabon                                        |
| Mars    | basso           | Monsieur Le Page                                  |
| Minerve | soprano         | Mlle Eremans                                      |

## Trama
La trama si basa sulla prima versione scritta nel 1737

### Prologo
Il prologo allegorico è estraneo alla storia principale. Si celebra la fine della Guerra di successione polacca, in cui era stata coinvolta la Francia. Nel prologo Venere, dea dell'amore, sottomette Marte, dio della guerra, con l'aiuto di Minerva. Nella revisione del 1754, il prologo fu eliminato.

### Atto 1
Nota di fondo:
Castore e Polluce sono eroi famosi. Nonostante siano fratelli gemelli, uno di loro (Polluce) è immortale e l'altro (Castore) è mortale. Sono entrambi innamorati della principessa Telaira (Télaïre), ma lei ama solo Castore. I gemelli hanno combattuto una guerra contro un re nemico, Lynceus (Lyncée) che ha portato al disastro: Castore è stato ucciso. L'opera si apre con i suoi riti funebri. Telaira esprime il suo dolore alla sua amica Phoebe (Phébé) in Tristes apprêts, una delle arie più famose di Rameau. Polluce e la sua banda di guerrieri Spartani interrompono il lutto portando il cadavere di Lynceus, ucciso per vendetta. Polluce confessa il suo amore per Telaira. Lei evita di rispondere, chiedendogli invece di andare a supplicare suo padre Giove, re degli dei, di riportare in vita Castore.
Musica nell'Atto I:
Nella versione del 1737, l'atto si apre con una scena della tomba in cui un coro di spartani piange la morte del loro re caduto Castore che è stato ucciso da Lynceus. La musica in fa minore presenta un motivo tetracorde discendente associato al lamento dal Lamento della ninfa di Claudio Monteverdi (in questo caso è cromatico: Fa-Mi-Mib-Re-Reb-Do). Sebbene Tristes apprêts di Telaira nella scena 3 non abbia la caratteristica del tetracordo discendente, Cuthbert Girdlestone lo chiama ancora un lamento. L'aria è in forma da capo, la cui sezione B ha una qualità simile a quella di un recitativo. Presenta una parte di fagotto obbligato e un'esplosione del registro acuto sulla parola "Non!" che segna il suo punto più alto. La musica della marcia per l'ingresso di Polluce e degli Spartani è di carattere marziale. Con il cadavere di Lynceus ai suoi piedi, Polluce proclama vendicato suo fratello; il coro degli spartani poi canta e balla esultante "Che l'inferno applauda a questo nuovo turno! Si rallegri un'ombra dolente! Il grido di vendetta è il canto dell'inferno". La seconda aria degli Spartani in do maggiore, che permette una parte di tromba obbligato con tutte le sue associazioni militari. (Prima degli strumenti a valvole, le chiavi della tromba erano Do e Re maggiore.) L'atto si conclude con un lungo recitativo in cui Polluce professa il suo amore per Telaira.

### Atto 2
Polluce esprime le sue emozioni contrastanti nell'aria Nature, amour, qui partagez mon coeur (Natura, amore, si contendono il mio cuore). Se fa quello che dice Telaira e riesce a persuadere Giove a riportare in vita suo fratello, sa che perderà la possibilità di sposarla. Ma alla fine cede alle sue suppliche. Giove scende dall'alto e Polluce lo prega di riportare in vita Castore. Giove risponde che non ha il potere di alterare le leggi del destino. L'unico modo per salvare Castore è che Polluce prenda il suo posto tra i morti. Polluce, disperando di non vincere mai Telaira, decide di andare negli Inferi. Giove cerca di dissuaderlo con un balletto dei piaceri celesti guidato da Ebe, dea della giovinezza, ma Polluce è risoluto.

### Atto 3
Il palcoscenico mostra l'ingresso agli Inferi, sorvegliato da mostri e demoni. Phoebe riunisce gli Spartani per impedire a Polluce di entrare nella porta degli Inferi. Polluce rifiuta di farsi dissuadere, anche se Phoebe dichiara il suo amore per lui. Quando Telaira arriva e vede il vero amore di Polluce per lei, Phoebe si rende conto che il suo amore non sarà corrisposto. Chiede ai demoni degli Inferi di impedirgli di entrare (Sortez, sortez d'esclavage / Combattez, Démons furieux). Polluce combatte i demoni con l'aiuto del dio Mercurio e discende nell'Ade.

### Atto 4
La scena mostra i Campi Elisi negli Inferi. Castor canta l'aria Séjours de l'éternelle paix: lo splendido ambiente non può confortarlo per la perdita di Telaira, né può farlo un Coro di Spiriti Felici. È stupito di vedere suo fratello Polluce, che gli racconta del suo sacrificio. Castor dice che coglierà l'occasione per rivisitare la terra dei vivi per un giorno solo in modo da poter vedere Telaira per l'ultima volta.

### Atto 5
Castor torna a Sparta. Quando Phoebe lo vede, pensa che Polluce sia morto per sempre e si suicida in modo da poter unirsi a lui negli Inferi. Ma Castor dice a Telaira che ha intenzione di rimanere in vita con lei per un solo giorno. Telaira lo accusa amaramente di non averla mai amata. Giove scende in una tempesta come un deus ex machina per risolvere il dilemma. Dichiara che Castore e Polluce possono entrambi condividere l'immortalità. L'opera si conclude con la fête de l'univers ("Festival dell'Universo") in cui le stelle, i pianeti e il sole celebrano la decisione del dio ei fratelli gemelli vengono accolti nello Zodiaco come la costellazione dei Gemelli.

## Le revisioni del 1754
Il prologo fu completamente tagliato; non era più politicamente rilevante e la moda per le opere che avevano prologhi si era estinta. L'opera non inizia più con il funerale di Castore; fu creato un Atto Primo completamente nuovo che spiega i retroscena della storia: Telaira è innamorata di Castore ma è promessa sposa a Polluce, che è pronto a cederla a suo fratello quando lo scoprirà. Le celebrazioni del matrimonio vengono violentemente interrotte da Lynceus e scoppia una battaglia in cui Castore viene ucciso. Gli atti Tre e Quattro furono fusi e l'opera nel suo insieme accorciata tagliando una grande quantità di recitativo.

## Incisioni
- Castor et Pollux (versione del 1737) Concentus Musicus Wien, Harnoncourt (Teldec, 1972)[15]
- Castor et Pollux (versione del 1737) Les Arts Florissants, William Christie (Harmonia Mundi, 1993))[16]
- Castor et Pollux (versione del 1754) English Bach Festival Singers and Orchestra, Farncombe (Erato, 1982)[17]
- Castor et Pollux (versione del 1754) Aradia Ensemble; Opera in Concert Chorus, Kevin Mallon (Naxos, 2004)[18]
- Castor et Pollux (versione del 1754) Les Talens Lyriques, Chorus of De Nederlandse Opera, Christophe Rousset (Opus Arte, 2008)[19]
- Castor et Pollux (versione del 1754) Ensemble Pygmalion, Raphaël Pichon (Hamonia Mundi, 2015)